# Bourguignon-sous-Coucy
Pour les articles homonymes, voir Bourguignon et Coucy.
Bourguignon-sous-Coucy est une commune française située dans le département de l'Aisne en région Hauts-de-France.

## Géographie

### Hydrographie
La commune est située dans le bassin Seine-Normandie. Elle est drainée par le ruisseau du Ponceau, le cours d'eau 01 de la commune de Bourguignon-sous-Coucy et le fossé 02 de la commune de Bourguignon-sous-Coucy,,.
Le ruisseau du Ponceau, d'une longueur de 10 km, prend sa source dans la commune de Blérancourt et se jette  dans l'Ailette à Manicamp, après avoir traversé six communes.

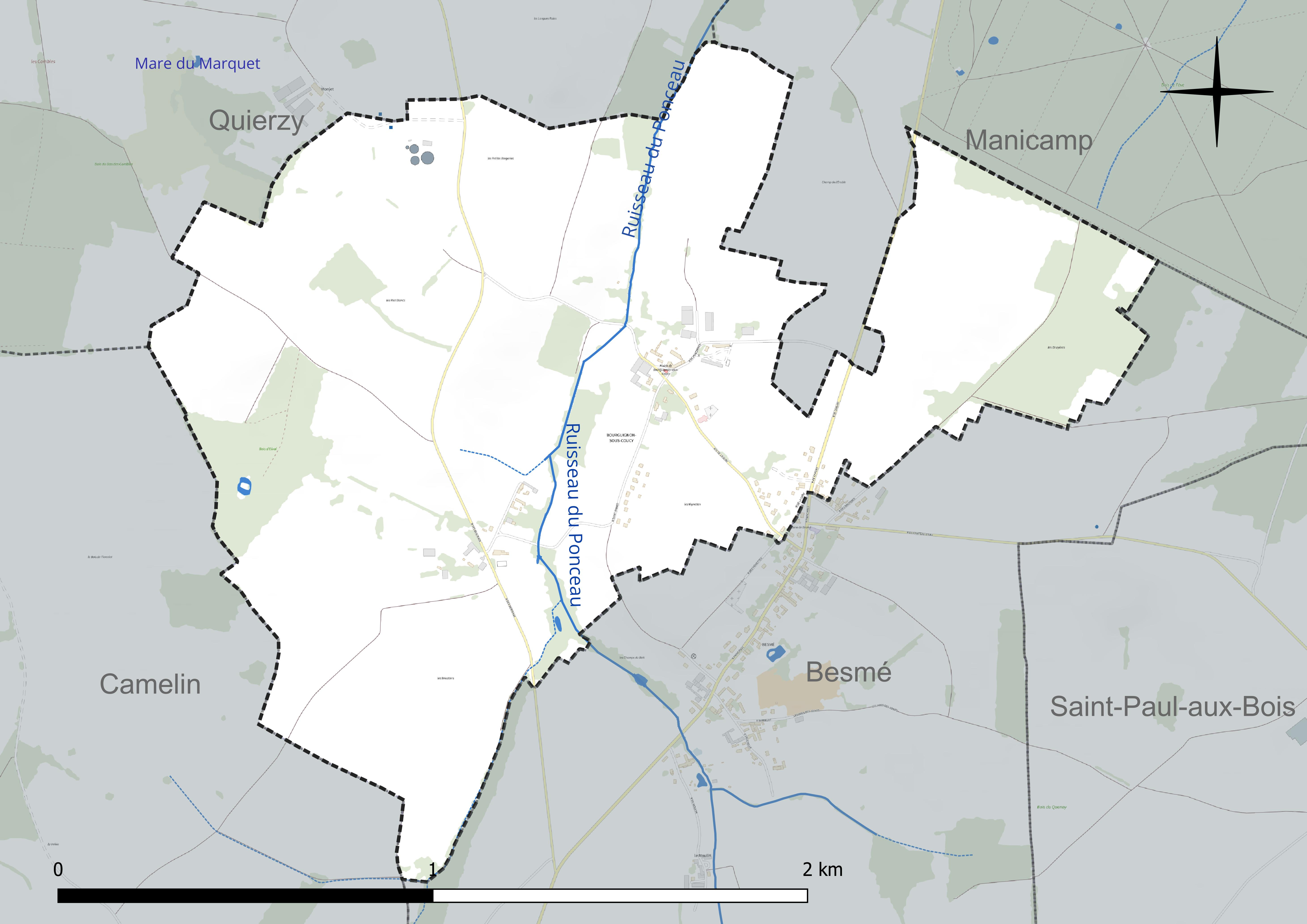
Réseau hydrographique de Bourguignon-sous-Coucy.

### Climat
Pour des articles plus généraux, voir Climat des Hauts-de-France et Climat de l'Aisne.
En 2010, le climat de la commune est de type climat océanique dégradé des plaines du Centre et du Nord, selon une étude du CNRS s'appuyant sur une série de données couvrant la période 1971-2000. En 2020, Météo-France publie une typologie des climats de la France métropolitaine dans laquelle la commune est dans une zone de transition entre le climat océanique et le climat océanique altéré et est dans la région climatique Nord-est du bassin Parisien, caractérisée par un ensoleillement médiocre, une pluviométrie moyenne régulièrement répartie au cours de l'année et un hiver froid (3 °C).
Pour la période 1971-2000, la température annuelle moyenne est de 10,6 °C, avec une amplitude thermique annuelle de 15 °C. Le cumul annuel moyen de précipitations est de 685 mm, avec 11,1 jours de précipitations en janvier et 8,6 jours en juillet. Pour la période 1991-2020, la température moyenne annuelle observée sur la station météorologique la plus proche, située sur la commune de Chauny à 9 km à vol d'oiseau, est de 11,1 °C et le cumul annuel moyen de précipitations est de 709,9 mm,. Pour l'avenir, les paramètres climatiques de la commune estimés pour 2050 selon différents scénarios d'émission de gaz à effet de serre sont consultables sur un site dédié publié par Météo-France en novembre 2022.

## Urbanisme

### Typologie
Bourguignon-sous-Coucy est une commune rurale,. Elle fait en effet partie des communes peu ou très peu denses, au sens de la grille communale de densité de l'Insee,. 
La commune est en outre hors attraction des villes,.

### Occupation des sols
L'occupation des sols de la commune, telle qu'elle ressort de la base de données européenne d'occupation biophysique des sols Corine Land Cover (CLC), est marquée par l'importance des territoires agricoles (92,6 % en 2018), en augmentation par rapport à 1990 (81,8 %). La répartition détaillée en 2018 est la suivante : 
terres arables (63,4 %), prairies (18,4 %), zones agricoles hétérogènes (10,8 %), forêts (5,2 %), zones urbanisées (2,1 %).
L'évolution de l'occupation des sols de la commune et de ses infrastructures peut être observée sur les différentes représentations cartographiques du territoire : la carte de Cassini (XVIIIe siècle), la carte d'état-major (1820-1866) et les cartes ou photos aériennes de l'IGN pour la période actuelle (1950 à aujourd'hui).

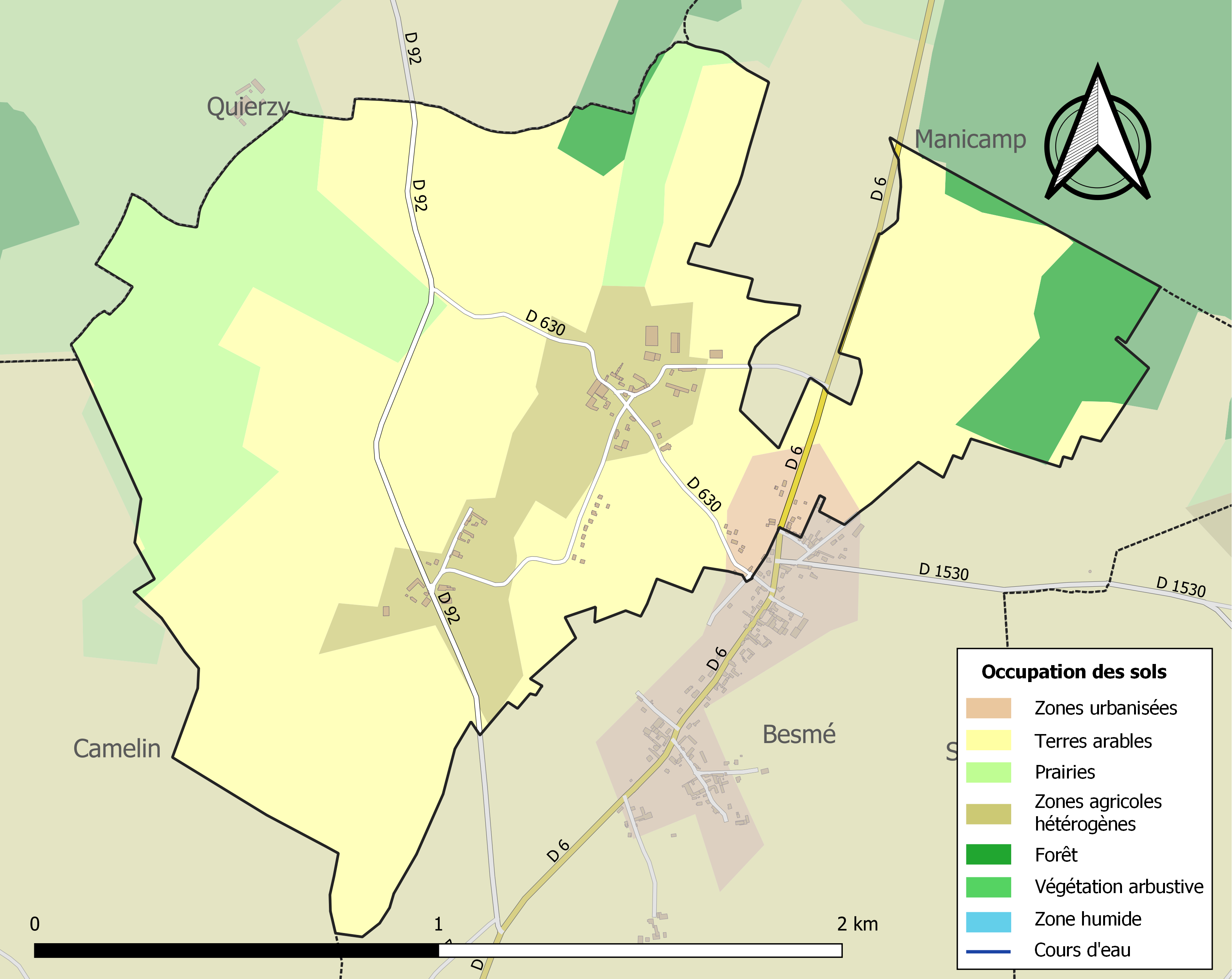
Carte des infrastructures et de l'occupation des sols de la commune en 2018 (CLC).
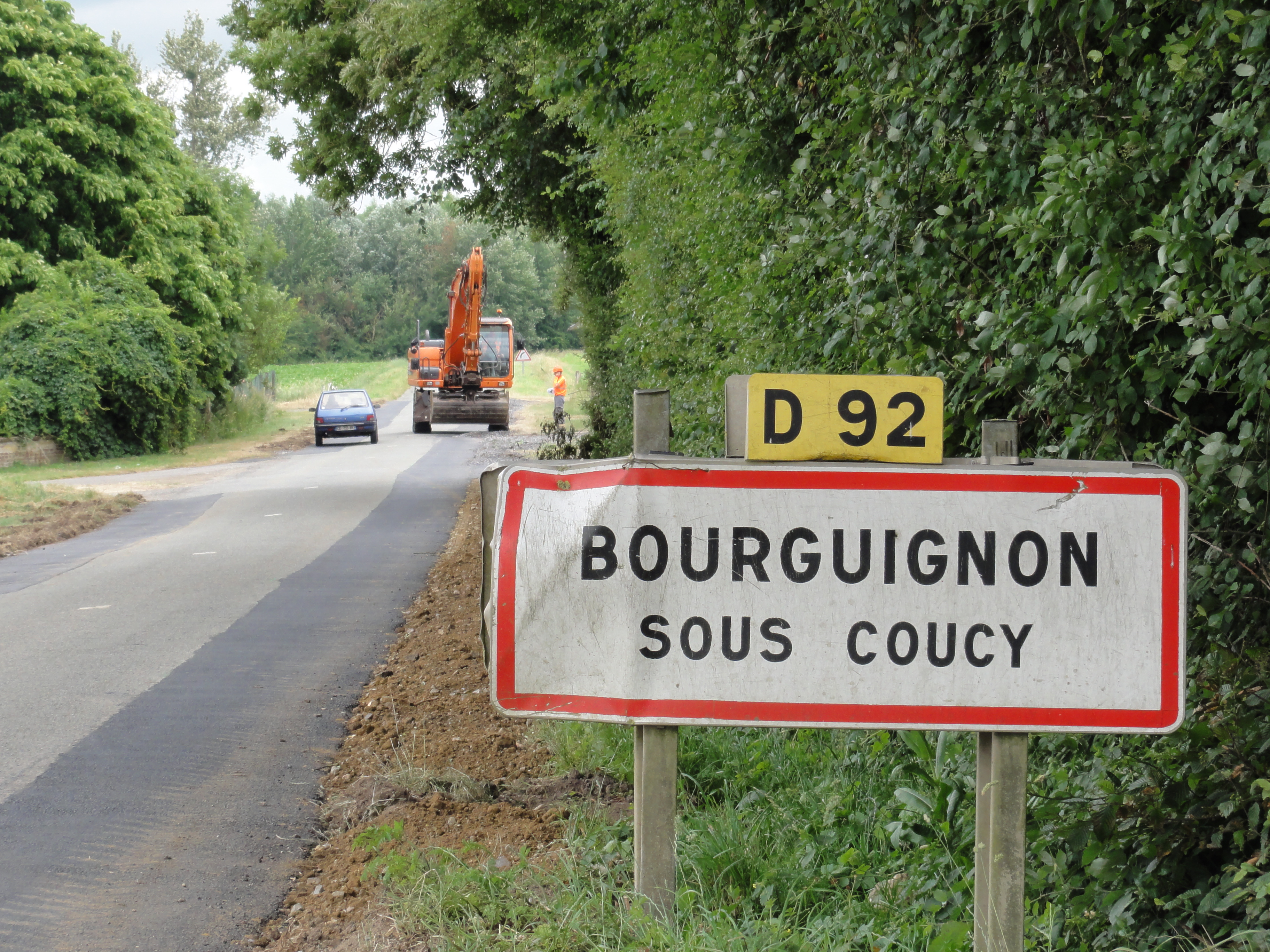
Entrée de Bourguignon-sous-Coucy.

## Toponymie
Le nom de la localité est attesté sous les formes Oudancourt (1580) ; Doulchencourt (1619) ; Doulcencourt (1632) ; Ousancourt (1637) ; Doussencourt-dict-Bourguignon (1674) ; Ossancourt (1711) ; Doussancourt.
Bourguignon-sous-Coucy, s'appelait Oudancourt ou Doulcencourt avant 1694, nom conservé sur la cloche de l'église. Des noms de lieux ont évidemment pu changer au cours des âges, mais ces changements ont dû être rares, sauf, à l'époque où la mode a été de tout latiniser.
Son nom actuel vient des Burgondes, peuple germanique contemporain des Francs.
Bourguignon est à l'ouest de Coucy-le-Château-Auffrique et de Coucy-la-Ville

## Politique et administration

### Découpage territorial
La commune de Bourguignon-sous-Coucy est membre de la communauté de communes Picardie des Châteaux, un établissement public de coopération intercommunale (EPCI) à fiscalité propre créé le 1er janvier 2017 dont le siège est à Pinon. Ce dernier est par ailleurs membre d'autres groupements intercommunaux.
Sur le plan administratif, elle est rattachée à l'arrondissement de Laon, au département de l'Aisne et à la région Hauts-de-France. Sur le plan électoral, elle dépend du  canton de Vic-sur-Aisne pour l'élection des conseillers départementaux, depuis le redécoupage cantonal de 2014 entré en vigueur en 2015, et de la quatrième circonscription de l'Aisne  pour les élections législatives, depuis le dernier découpage électoral de 2010.

### Administration municipale
| Période                                  | Période                       | Identité      | Étiquette | Qualité                                 |
| ---------------------------------------- | ----------------------------- | ------------- | --------- | --------------------------------------- |
| Les données manquantes sont à compléter. |                               |               |           |                                         |
| avant 1877                               | après 1879                    | Olivier       |           |                                         |
| mars 2001                                | mars 2014                     | Marc Purnelle |           |                                         |
| mars 2014                                | En cours (au 11 juillet 2020) | Daniel Rebour | DVD       | Retraité Réélu pour le mandat 2020-2026 |

Lors du deuxième tour de l'élection présidentielle française de 2002, Bourguignon-sous-Coucy fut la cinquième commune de France à avoir voté le plus pour Jean-Marie Le Pen, son score dans la commune fut de 60,38 %.

## Démographie
L'évolution du nombre d'habitants est connue à travers les recensements de la population effectués dans la commune depuis 1793. Pour les communes de moins de 10 000 habitants, une enquête de recensement portant sur toute la population est réalisée tous les cinq ans, les populations de référence des années intermédiaires étant quant à elles estimées par interpolation ou extrapolation. Pour la commune, le premier recensement exhaustif entrant dans le cadre du nouveau dispositif a été réalisé en 2008.

En 2022, la commune comptait 104 habitants, en évolution de +2,97 % par rapport à 2016 (Aisne : −1,97 %, France hors Mayotte : +2,11 %).
| 1793 | 1800 | 1806 | 1821 | 1831 | 1836 | 1841 | 1846 | 1851 |
| ---- | ---- | ---- | ---- | ---- | ---- | ---- | ---- | ---- |
| 56   | 73   | 78   | 106  | 96   | 91   | 113  | 107  | 119  |

| 1856 | 1861 | 1866 | 1872 | 1876 | 1881 | 1886 | 1891 | 1896 |
| ---- | ---- | ---- | ---- | ---- | ---- | ---- | ---- | ---- |
| 96   | 107  | 104  | 89   | 79   | 80   | 86   | 75   | 63   |

| 1901 | 1906 | 1911 | 1921 | 1926 | 1931 | 1936 | 1946 | 1954 |
| ---- | ---- | ---- | ---- | ---- | ---- | ---- | ---- | ---- |
| 58   | 58   | 63   | 34   | 72   | 61   | 66   | 52   | 52   |

| 1962 | 1968 | 1975 | 1982 | 1990 | 1999 | 2006 | 2008 | 2013 |
| ---- | ---- | ---- | ---- | ---- | ---- | ---- | ---- | ---- |
| 62   | 73   | 59   | 77   | 99   | 83   | 90   | 91   | 101  |

| 2018 | 2022 | - | - | - | - | - | - | - |
| ---- | ---- | - | - | - | - | - | - | - |
| 105  | 104  | - | - | - | - | - | - | - |

## Culture locale et patrimoine

### Lieux et monuments
- Église Saint-Amand.
- Fontaine-oratoire Saint-Amand.
- Calvaire commémoratif du cimetière.
- Tombe d'un soldat français.
- Tombes britanniques entretenues par la Commonwealth War Graves Commission.

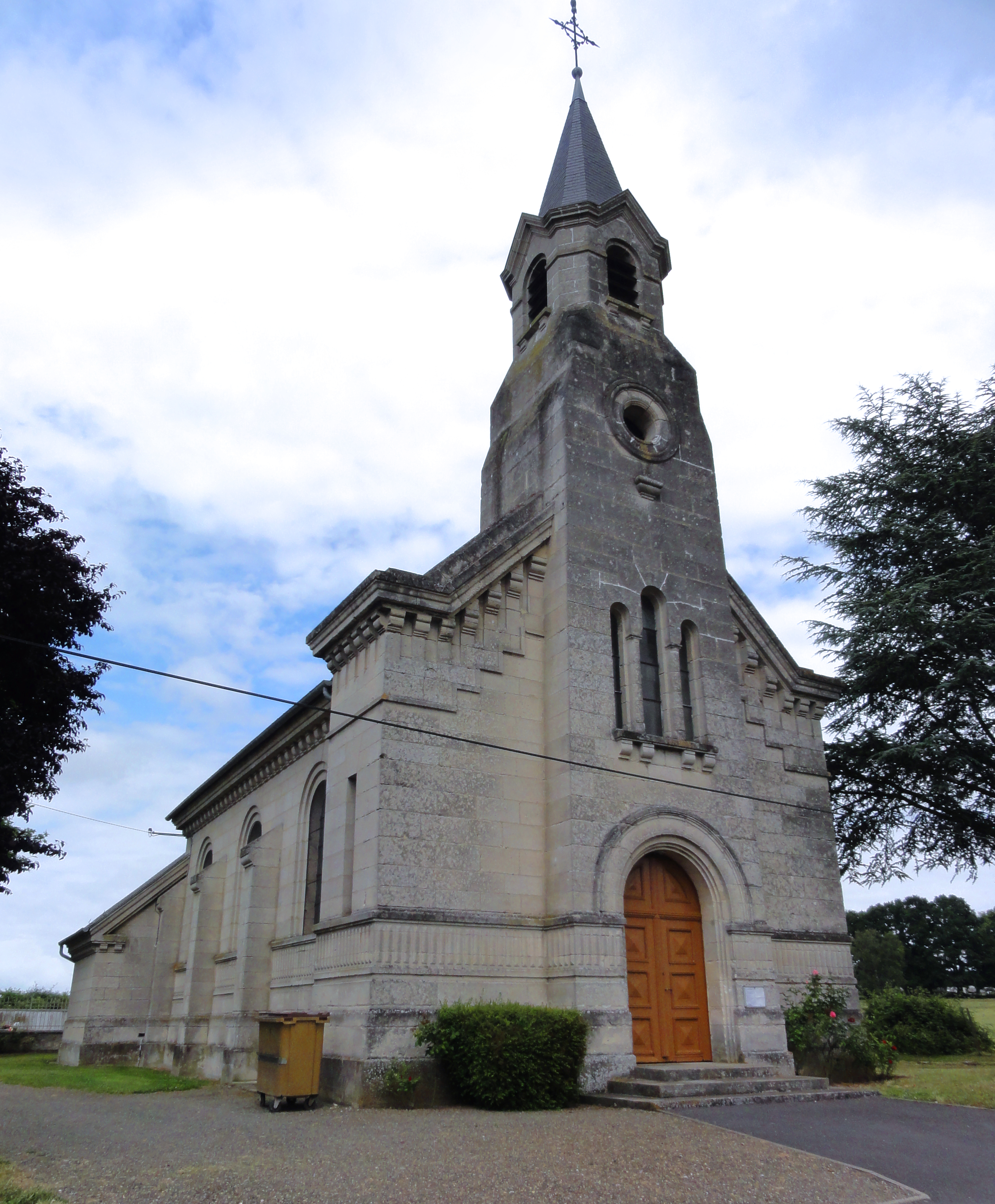
Église Saint-Amand.
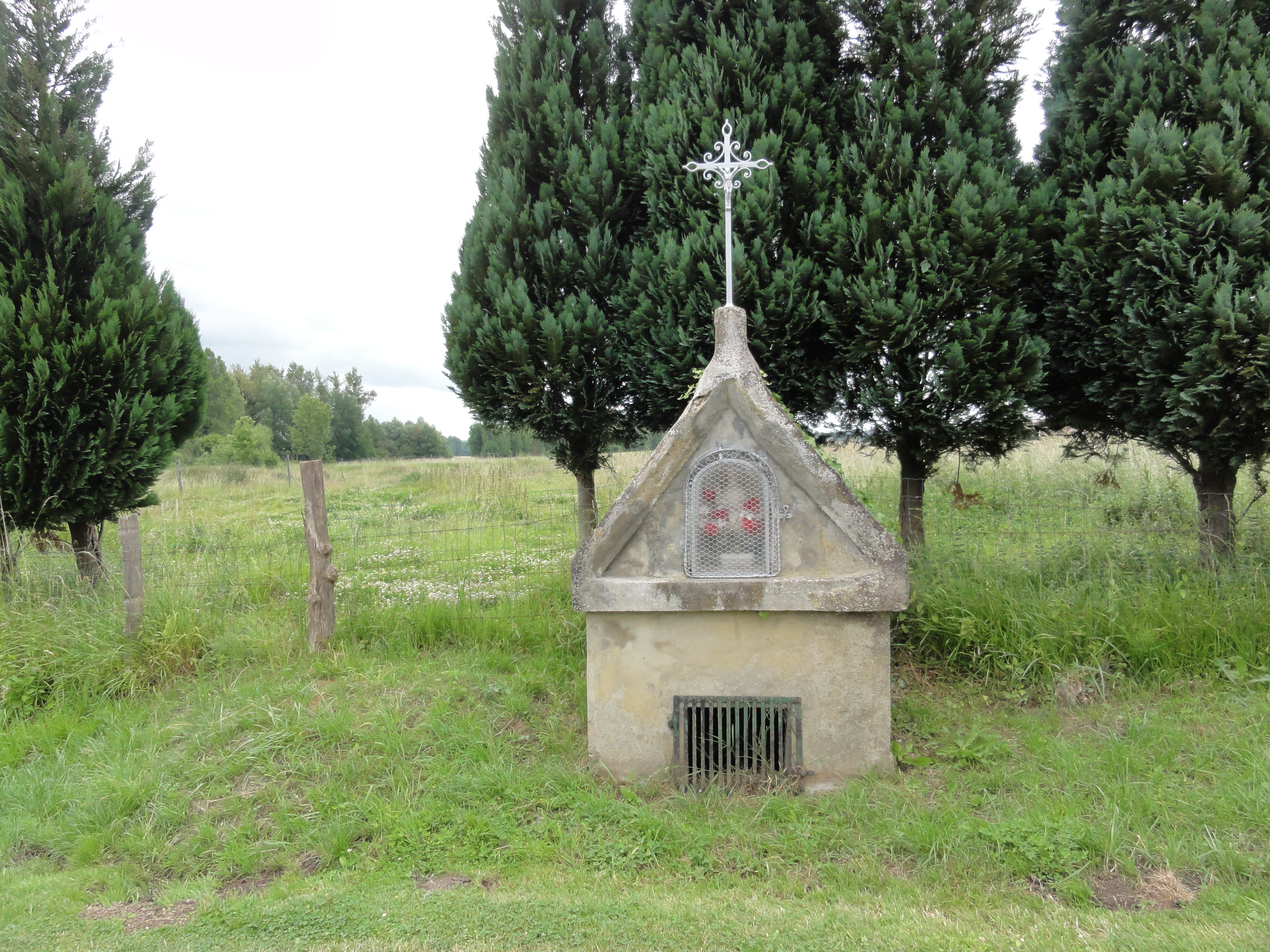
Fontaine-oratoire Saint-Amand.
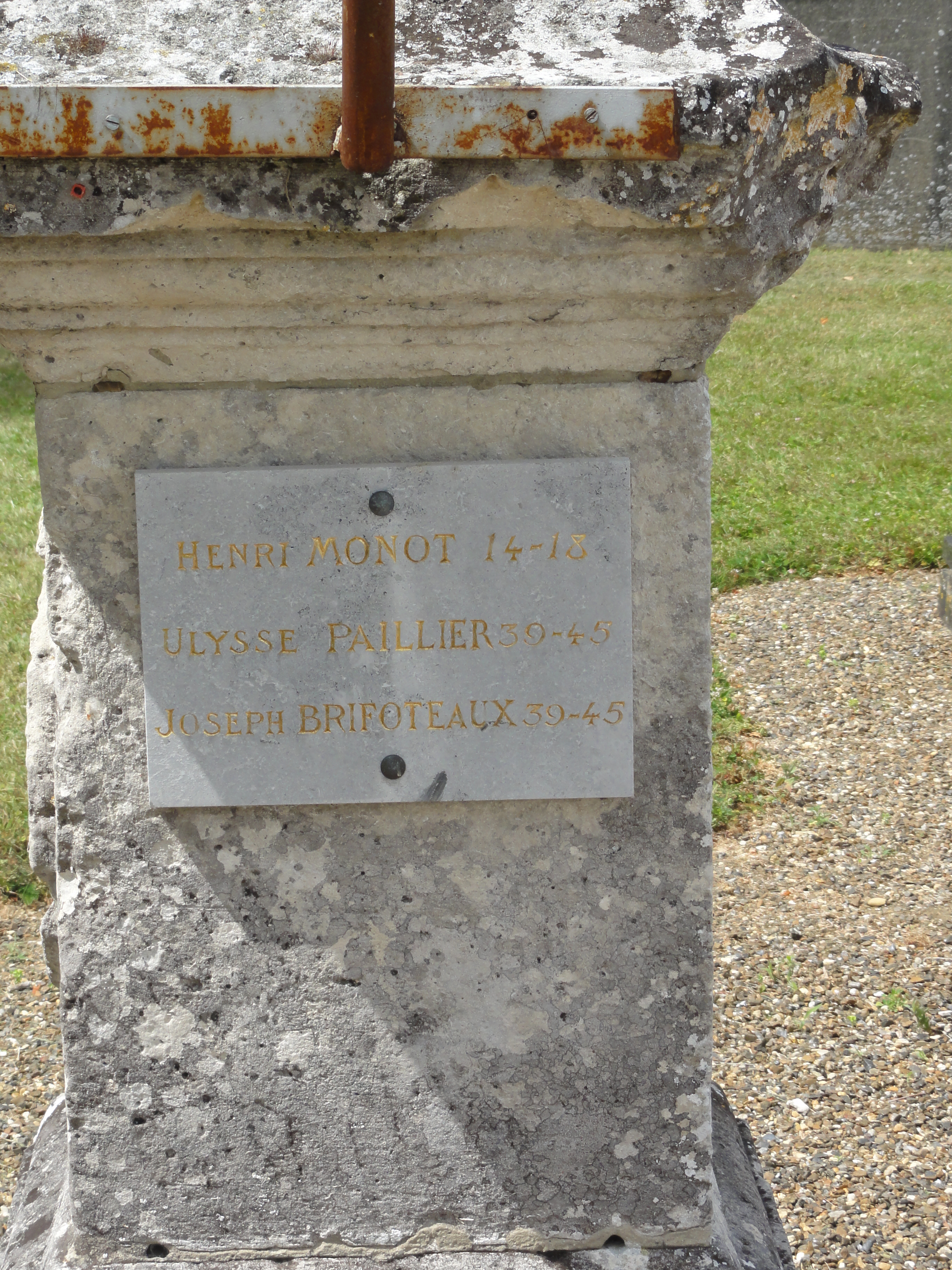
Plaque de noms du calvaire commémoratif.
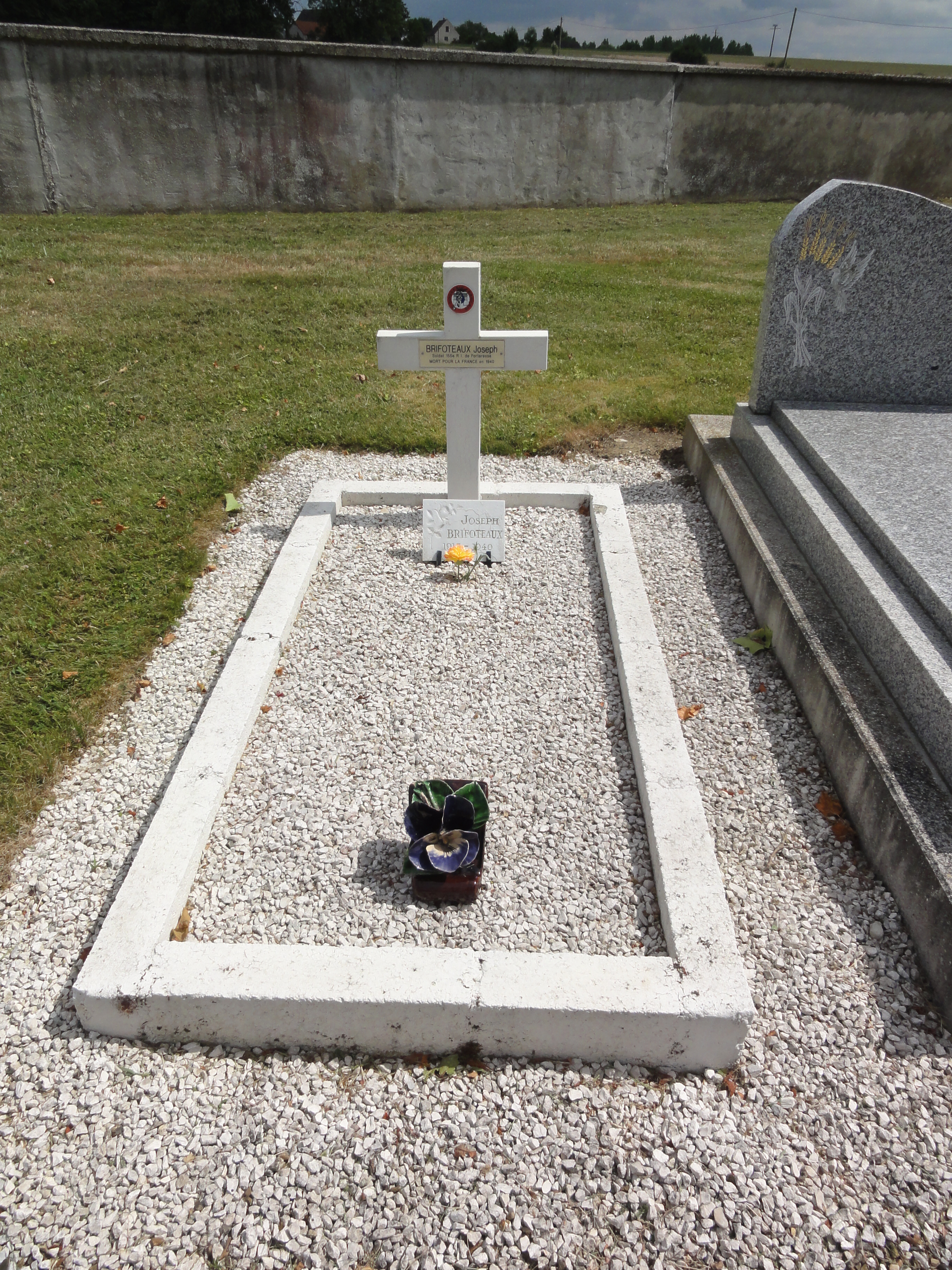
Tombe d'un soldat français.
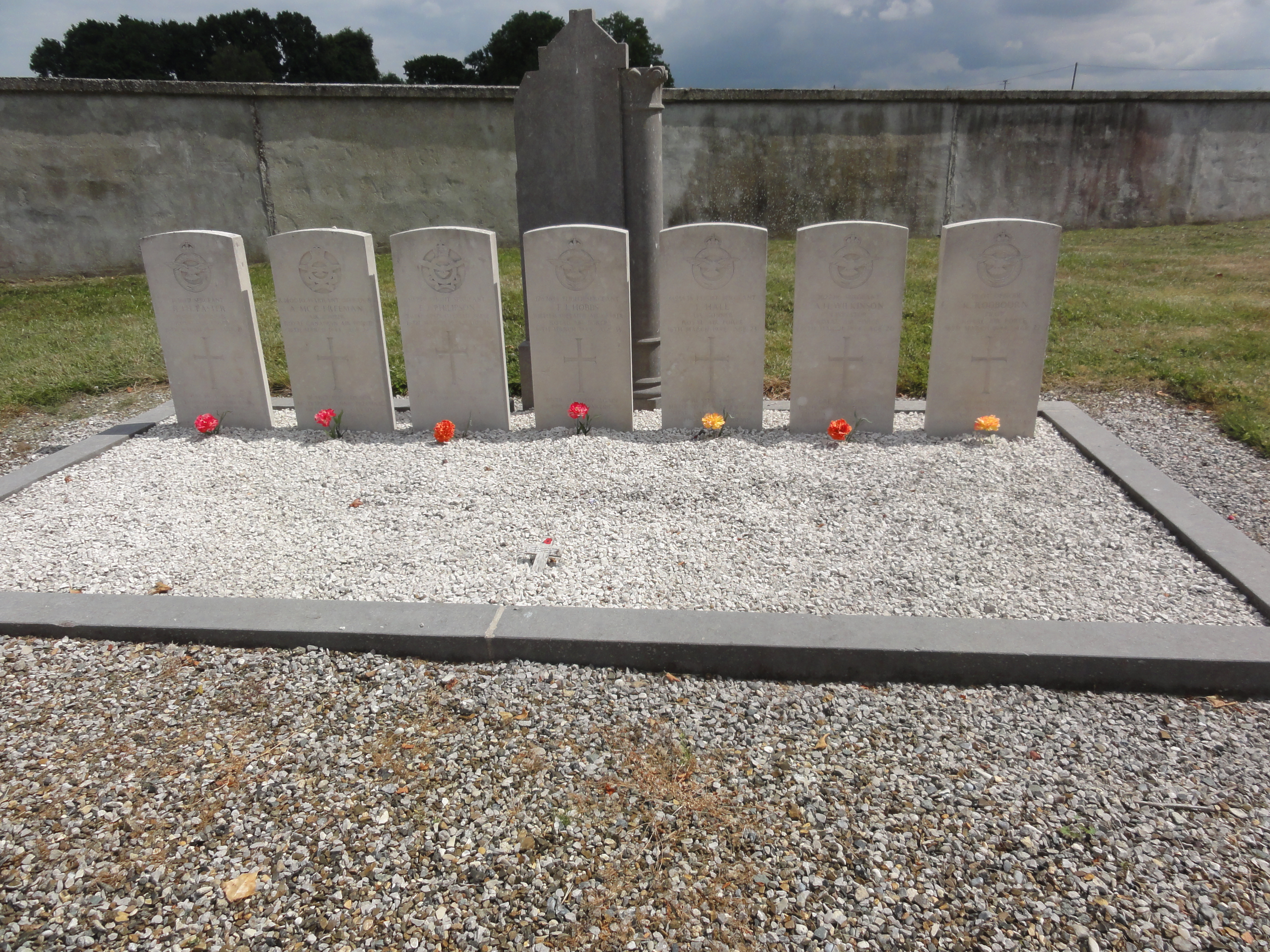
Tombes britanniques de la CWGC.

## Pour approfondir